# Loriculus stigmatus
Loriculus stigmatus là một loài chim trong họ Psittacidae.